# Cmentarz żydowski w Świętojańsku
Cmentarz żydowski w Świętojańsku – cmentarz żydowski w Świętojańsku, założony na początku XIX wieku. Zajmuje obszar 0,1 ha, na którym zachowało się około piętnastu nagrobków wykonanych z piaskowca, spośród których najstarszy pochodzi z 1881. Inskrypcje są w języku hebrajskim i niemieckim, oraz polskim.

## Galeria

Zdjęcia cmentarza w Świętojańsku
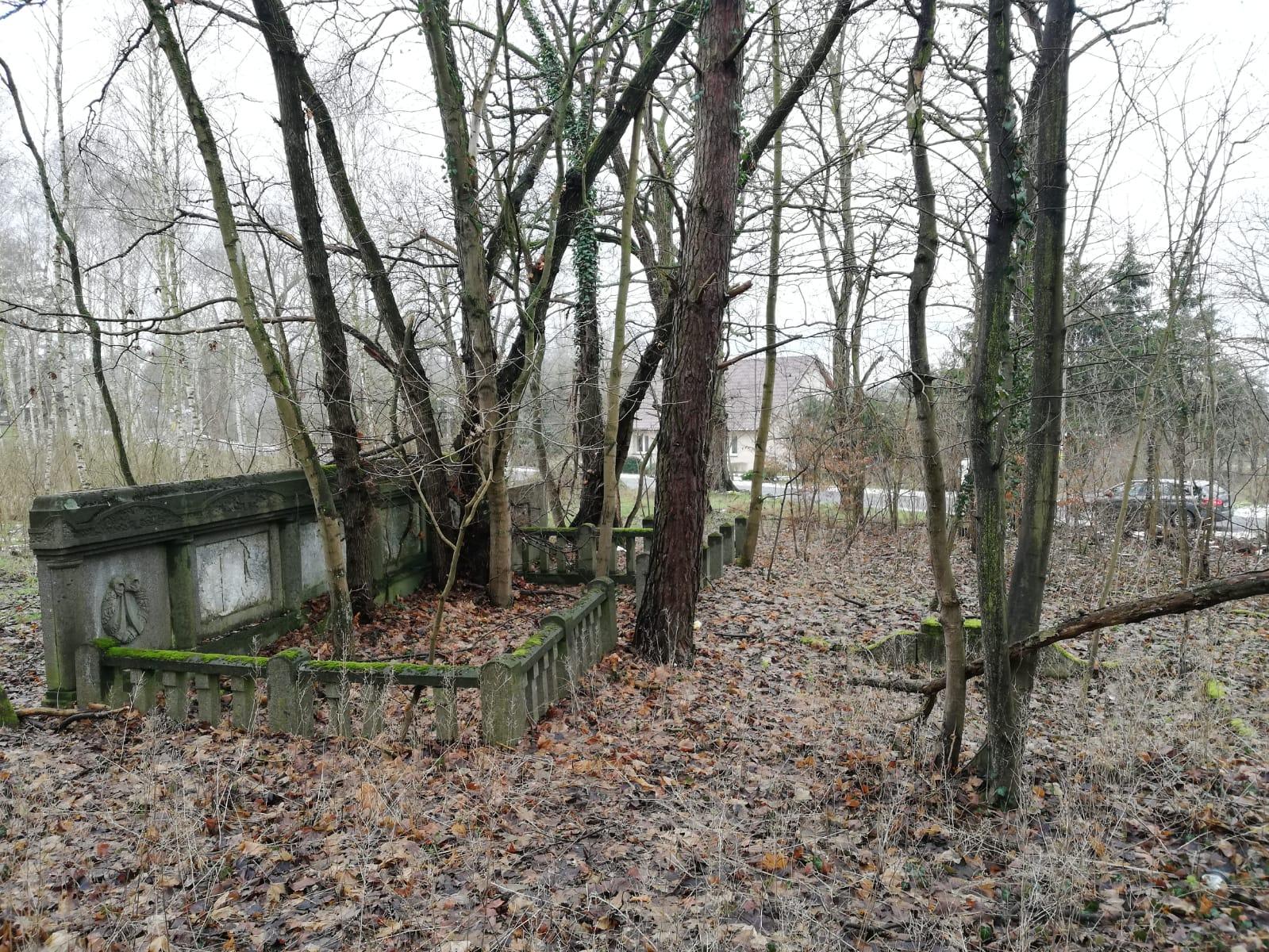
Stan cmentarza na dzień 10 stycznia 2021.
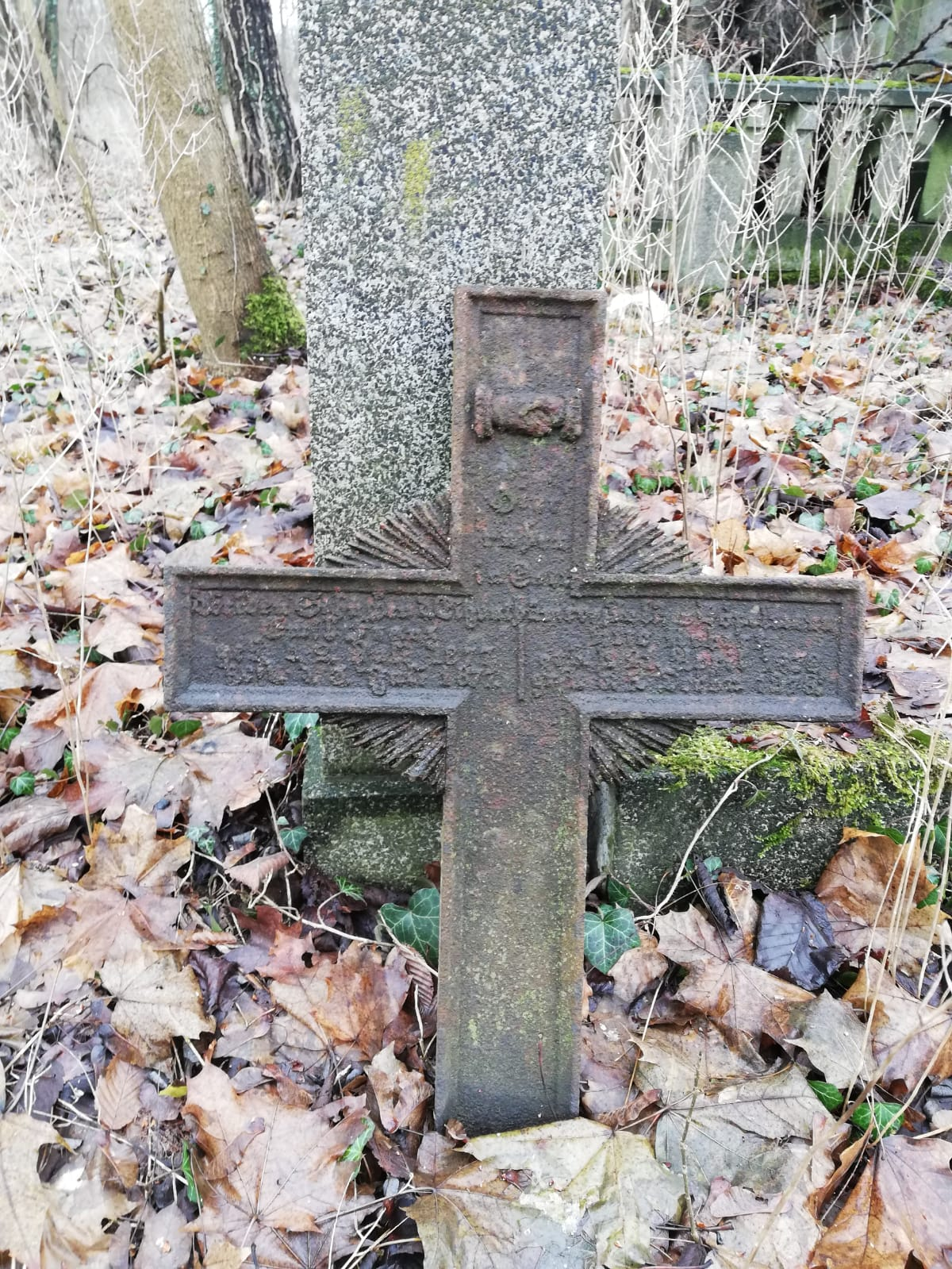
Krzyż z hebrajskimi inskrypcjami.